# Europäische Gemeinschaft

Die Europaflagge

Die drei Säulen der Europäischen Union (vor Inkrafttreten des Lissaboner Vertrages)

Die Europäische Gemeinschaft (EG) war eine supranationale Organisation, die mit dem Vertrag von Maastricht 1993 aus der 1957 gegründeten Europäischen Wirtschaftsgemeinschaft (EWG) hervorging und rechtlich bis zum Inkrafttreten des Vertrags von Lissabon 2009 bestand. Sie war als eine der drei Europäischen Gemeinschaften Teil der ersten und wichtigsten der drei Säulen der Europäischen Union. Der Rechtskörper der Europäischen Gemeinschaft war damit das Kernstück der Europäischen Union (EU). Grundlage der EG war der Vertrag zur Gründung der Europäischen Gemeinschaft (EG-Vertrag).
Bereits vor Inkrafttreten des Vertrages von Lissabon hatte die Bezeichnung Europäische Union in der Umgangssprache die Europäische Gemeinschaft ersetzt, jedoch blieben EU und EG juristisch unterschiedliche Institutionen. Anders als die „Dachorganisation“ EU verfügte die EG über eine eigene Rechtspersönlichkeit und damit völkerrechtliche Handlungsfähigkeit. Mit Inkrafttreten des Vertrages von Lissabon am 1. Dezember 2009 wurde die Existenz der EG beendet. Ihre Rechtsnachfolgerin wurde die Europäische Union, die durch den Vertrag nun selbst Rechtspersönlichkeit erhielt. Der EG-Vertrag wurde in Vertrag über die Arbeitsweise der Europäischen Union (AEU-Vertrag) umbenannt.

## Geschichte
Die Vorgängerorganisation der Europäischen Gemeinschaft, die Europäische Wirtschaftsgemeinschaft (EWG), wurde am 25. März 1957 in Rom von den sechs Mitgliedstaaten (Belgien, Bundesrepublik Deutschland, Frankreich, Italien, Luxemburg, Niederlande) der Europäischen Gemeinschaft für Kohle und Stahl (EGKS, oft auch Montanunion genannt) gegründet. Grundlage war der Vertrag zur Gründung der Europäischen Wirtschaftsgemeinschaft (abgekürzt EWG-Vertrag), dessen Inhalte im Wesentlichen auf der Konferenz von Messina erarbeitet worden waren. Gleichzeitig gründeten die Staaten auch die Europäische Atomgemeinschaft (EAG oder Euratom); EWG-Vertrag und Euratom-Vertrag werden daher zusammen als die Römischen Verträge bezeichnet. Zusammen mit der bereits 1951 gegründeten EGKS bestanden nun also drei Gemeinschaften, die zusammen auch als Europäische Gemeinschaften (EG) bezeichnet werden. Am 1. Juli 1967 wurden die Organe dieser drei Gemeinschaften durch den EG-Fusionsvertrag zusammengelegt. Am 11. Mai 1967 beantragte die britische Regierung (unter Harold Wilson (Labour), Premierminister von Oktober 1964 bis Juni 1970) den Beitritt zur damaligen EWG; am 27. November 1967 kündigte Charles de Gaulle sein bzw. Frankreichs Veto gegen den Beitritt Großbritanniens an und legte es in der Sitzung des EWG-Ministerrates am 19. Dezember 1967 auch ein.
Zum 1. Januar 1973 traten Großbritannien, Irland und Dänemark der EG bei („EG-9“), zum 1. Januar 1981 Griechenland („EG-10“) und zum 1. Januar 1986 Spanien und Portugal („EG-12“); weiteres siehe hier.
Mit der Gründung der Europäischen Union (EU) durch den 1993 in Kraft getretenen Vertrag von Maastricht wurde die EWG in „Europäische Gemeinschaft“ (EG) umbenannt, aus dem EWG-Vertrag wurde der EG-Vertrag. Mit dieser Änderung sollte die qualitative Veränderung der EWG von einer reinen Wirtschaftsgemeinschaft hin zu einer umfassenden politischen Organisation, die etwa auch umwelt- und sozialpolitische Fragen behandelte, zum Ausdruck gebracht werden. An der Existenz der drei Teilgemeinschaften (EGKS, EAG, EG) änderte diese Umbenennung allerdings nichts, da mit ihr keine formelle Vereinigung der drei Gemeinschaften verbunden war. Die Europäische Union selbst ist als Dachorganisation konstruiert, die neben den drei Gemeinschaften noch als weitere Politikbereiche die Gemeinsame Außen- und Sicherheitspolitik und die Zusammenarbeit im Bereich Justiz und Inneres umfasst. Für diese gelten jedoch andere Entscheidungsverfahren als für die EG.
Im Zuge der Gründung der EU benannten sich auch einige Organe der EG um:
- Der Rat der Europäischen Gemeinschaften führt seit dem 8. November 1993 die Bezeichnung Rat der Europäischen Union (Dieser ist zu unterscheiden vom Europarat und dem Europäischen Rat).
- Aus der Kommission der Europäischen Gemeinschaften ist die Europäische Kommission geworden.
- Der Rechnungshof hat sich am 17. Januar 1994 in Europäischer Rechnungshof umbenannt.

Die von den einzelnen Organen erlassenen Rechtsakte blieben allerdings weiterhin Rechtsakte der jeweiligen Gemeinschaft.
Da die Bedeutung der EGKS immer geringer wurde und die Euratom nur eine spezialisierte Aufgabe hat, bildete die Europäische Gemeinschaft das Herz der Europäischen Gemeinschaften. Die Abkürzung „EG“ konnte die drei Gemeinschaften als Ganzes oder die Europäische Gemeinschaft allein bezeichnen. Die drei Gemeinschaften wiederum bildeten die erste und wichtigste der drei Säulen der Europäischen Union. Ziel der EG war die Errichtung eines Binnenmarktes und – darauf aufbauend – einer europäischen Wirtschafts- und Währungsunion. Daneben hatte sie Zuständigkeiten in weiteren Politikbereichen wie Verkehr, Soziales, Umwelt, Forschung und Technologie, Gesundheit, Bildung, Kultur, Verbraucherschutz, Entwicklung. In den Vertragsreformen von Amsterdam 1997 und Nizza 2001 wurden zudem verschiedene Bereiche der Zusammenarbeit im Bereich Justiz und Inneres in den EG-Vertrag aufgenommen, d. h. „vergemeinschaftet“.
Der Vertrag über die Europäische Gemeinschaft für Kohle und Stahl lief nach 50 Jahren Laufzeit 2002 aus. Durch den Vertrag von Nizza von 2001 (2003 in Kraft getreten) wurden die EGKS-Bestimmungen in den EG-Vertrag eingegliedert. Die EGKS selbst wurde aufgelöst.
Mit Inkrafttreten des Vertrages von Lissabon, am 1. Dezember 2009, wurde auch die Europäische Gemeinschaft schließlich aufgelöst. Ihre Rechtsnachfolgerin wurde die Europäische Union, die durch denselben Vertrag erstmals Rechtspersönlichkeit erhielt. Formal erfolgte diese Fusion von EG und EU dadurch, dass im EG-Vertrag durchgängig die Bezeichnung „Europäische Gemeinschaft“ durch „Europäische Union“ ersetzt wurde; der Vertrag selbst wurde in Vertrag über die Arbeitsweise der Europäischen Union umbenannt.
Der Versuch, EG- und EU-Vertrag zu einem einheitlichen Vertragstext zusammenzulegen, war 2005 mit dem EU-Verfassungsvertrag gescheitert.
Zeittafel
| Unterz. In Kraft Vertrag                    | 1948 Brüsseler Pakt                                               | 1951 1952 Paris                                                   | 1954 1955 Pariser Verträge                      | 1957 1958 Rom                                       | 1965 1967 Fusions- vertrag                          | 1986 1987 Einheitliche Europäische Akte | 1992 1993 Maastricht     | 1992 1993 Maastricht          | 1997 1999 Amsterdam           | 2001 2003 Nizza        | 2001 2003 Nizza | 2007 2009 Lissabon |  |  |  |  |  |  |  |  |  |
|                                             |                                                                   |                                                                   |                                                 |                                                     |                                                     |                                         |                          |                               |                               |                        |                 |                    |  |  |  |  |  |  |  |  |  |
| Europäische Gemeinschaften                  | Europäische Gemeinschaften                                        | Drei Säulen der Europäischen Union                                | Drei Säulen der Europäischen Union              | Drei Säulen der Europäischen Union                  | Drei Säulen der Europäischen Union                  | Drei Säulen der Europäischen Union      |                          |                               |                               |                        |                 |                    |  |  |  |  |  |  |  |  |  |
|                                             | Europäische Atomgemeinschaft (Euratom)                            | Europäische Atomgemeinschaft (Euratom)                            | →                                               |                                                     |                                                     |                                         | ←                        |                               |                               |                        |                 |                    |  |  |  |  |  |  |  |  |  |
|                                             |                                                                   |                                                                   | →                                               | Europäische Gemeinschaft für Kohle und Stahl (EGKS) | Europäische Gemeinschaft für Kohle und Stahl (EGKS) | Vertrag 2002 ausgelaufen                | Vertrag 2002 ausgelaufen |                               | Europäische Union (EU)        | Europäische Union (EU) |                 |                    |  |  |  |  |  |  |  |  |  |
|                                             |                                                                   |                                                                   | →                                               | Europäische Wirtschaftsgemeinschaft (EWG)           | Europäische Wirtschaftsgemeinschaft (EWG)           |                                         | ←                        | Europäische Gemeinschaft (EG) | Europäische Gemeinschaft (EG) | Europäische Union (EU) |                 |                    |  |  |  |  |  |  |  |  |  |
|                                             |                                                                   |                                                                   | →                                               | Justiz und Inneres (JI)                             |                                                     |                                         | ←                        | Europäische Gemeinschaft (EG) | Europäische Gemeinschaft (EG) | Europäische Union (EU) |                 |                    |  |  |  |  |  |  |  |  |  |
|                                             | Polizeiliche und justizielle Zusammenarbeit in Strafsachen (PJZS) | Polizeiliche und justizielle Zusammenarbeit in Strafsachen (PJZS) | →                                               | Justiz und Inneres (JI)                             | ←                                                   |                                         |                          |                               |                               | Europäische Union (EU) |                 |                    |  |  |  |  |  |  |  |  |  |
| Europäische Politische Zusammenarbeit (EPZ) | →                                                                 | Gemeinsame Außen- und Sicherheitspolitik (GASP)                   | Gemeinsame Außen- und Sicherheitspolitik (GASP) | Gemeinsame Außen- und Sicherheitspolitik (GASP)     | ←                                                   |                                         |                          |                               |                               | Europäische Union (EU) |                 |                    |  |  |  |  |  |  |  |  |  |
| Westunion (WU)                              | Westunion (WU)                                                    | Westeuropäische Union (WEU)                                       | Westeuropäische Union (WEU)                     | Westeuropäische Union (WEU)                         | Westeuropäische Union (WEU)                         |                                         |                          |                               |                               | Europäische Union (EU) |                 |                    |  |  |  |  |  |  |  |  |  |
| Westunion (WU)                              | Westunion (WU)                                                    | Westeuropäische Union (WEU)                                       | Westeuropäische Union (WEU)                     | Westeuropäische Union (WEU)                         | Westeuropäische Union (WEU)                         | aufgelöst zum 1. Juli 2011              |                          |                               |                               |                        |                 |                    |  |  |  |  |  |  |  |  |  |
|                                             |                                                                   |                                                                   |                                                 |                                                     |                                                     |                                         |                          |                               |                               |                        |                 |                    |  |  |  |  |  |  |  |  |  |

## Organe
Die Organe der EG waren gemäß Art. 7 Abs. 1 EG-Vertrag (vor Inkrafttreten des Vertrages von Lissabon):
- Europäisches Parlament (Art. 189 ff. EGV)
- Rat der Europäischen Union (Art. 202 ff. EGV)
- Europäische Kommission (Art. 211 ff. EGV)
- Europäischer Gerichtshof (EuGH) (Art. 220 ff. EGV)
- Europäischer Rechnungshof (Art. 246 ff. EGV)

Diese Organe waren gleichzeitig für die gesamte Europäische Union (einheitlicher institutioneller Rahmen) tätig.
Der Rat und die Kommission wurden gemäß Art. 7 Abs. 2 EG-Vertrag vom Wirtschafts- und Sozialausschuss sowie vom Ausschuss der Regionen unterstützt. Diese Institutionen hatten und haben im Gegensatz zu den Organen jedoch lediglich beratende Aufgaben.

## Rechtsetzung
Die EG besaß, basierend auf Art. 249 EG-Vertrag, eine eigene Kompetenz, sekundäres Gemeinschaftsrecht als Teil des Europarechts zu setzen. Dabei handelte es sich um Richtlinien der EG, Verordnungen der EG oder Entscheidungen der EG. In der Öffentlichkeit wurden diese schon seit 1993 oft nicht als Richtlinien, Verordnungen oder Entscheidungen der EG, sondern der EU bezeichnet, was formal unkorrekt war. Erst seit der Fusion von EG und EU durch den Vertrag von Lissabon 2009 erhielten sie auch formal diese Bezeichnung. Ältere Rechtsakte behalten in ihrem amtlichen Kürzel allerdings die Kennzeichnung als EG-Rechtsakte bei, so hat die Dublin-II-Verordnung von 2003 etwa das Kürzel Verordnung (EG) Nr. 343/2003.

## Einordnung in die drei Säulen der Europäischen Union
| Europäische Gemeinschaften (EGen) | Europäische Gemeinschaften (EGen) | Europäische Gemeinschaften (EGen) | Gemeinsame Außen- und Sicherheitspolitik (GASP) | Gemeinsame Außen- und Sicherheitspolitik (GASP) | Gemeinsame Außen- und Sicherheitspolitik (GASP) | Zusammenarbeit im Bereich Justiz und Inneres (ZJI, bis 1999) Polizeiliche und justizielle Zusammenarbeit in Strafsachen (PJZS, ab 1999) | Zusammenarbeit im Bereich Justiz und Inneres (ZJI, bis 1999) Polizeiliche und justizielle Zusammenarbeit in Strafsachen (PJZS, ab 1999) | Zusammenarbeit im Bereich Justiz und Inneres (ZJI, bis 1999) Polizeiliche und justizielle Zusammenarbeit in Strafsachen (PJZS, ab 1999) |
| --------------------------------- | --- | --------------------------------- | ----------------------------------------------- | --- | ----------------------------------------------- | --- | --- | --- |
|                                   | Europäische Gemeinschaft (EG): - Agrarpolitik - Zollunion und Binnenmarkt - Wettbewerbspolitik, Staatliche Beihilfen - Strukturpolitik - Handelspolitik - Europäische Wirtschafts- und Währungsunion - Unionsbürgerschaft - Bildungspolitik und Kultur - Forschungspolitik und Umweltpolitik - Transeuropäische Netze - Gesundheitspolitik - Verbraucherschutz - Sozialpolitik Ab 1999 (Vertrag von Amsterdam), auch: - Einwanderungspolitik - Asylpolitik - Schutz der EU-Außengrenzen - Justizielle Zusammenarbeit in Zivilsachen EURATOM: - Zusammenarbeit im Bereich Kernenergie EGKS (bis 2002 eigene Organisation, danach wurden Aufgaben durch EG übernommen): - Gegenseitige Kontrolle von Kohle und Stahl |                                   |                                                 | Außenpolitik: - Kooperation - Wahlbeobachter - Friedenserhaltung - Menschenrechte - Demokratie - Hilfe für Drittstaaten Sicherheitspolitik: - Gemeinsame Sicherheits- und Verteidigungspolitik (GSVP) - Abrüstung - EU-Eingreiftruppe - Wirtschaftliche Aspekte der Rüstung - Europäische Sicherheitsordnung |                                                 | | - Drogen- und Waffenhandel - Menschenhandel - Terrorismus - Straftaten gegenüber Kindern - Organisiertes Verbrechen - Bestechung, Bestechlichkeit sowie Betrug Bis 1999 (Vertrag von Amsterdam), auch: - Justizielle Zusammenarbeit in Zivilsachen - Flankierende Maßnahmen zum freien Personenverkehr | |
| Erste Säule                       | Erste Säule | Erste Säule                       | Zweite Säule                                    | Zweite Säule | Zweite Säule                                    | Dritte Säule | Dritte Säule | Dritte Säule |

## Rechtsfähigkeit
Vor Inkrafttreten des Lissaboner Vertrages besaß die EG anders als die EU Rechtsfähigkeit und konnte völkerrechtlich verbindliche Verträge abschließen. Diesen Status sprach ihr der Europäische Gerichtshof 1971 und nochmals 1976 in der AETR-Doktrin aufgrund der Parallelität von internen und externen Rechtsetzungskompetenzen zu:

„Wenn die Gemeinschaft im Innenverhältnis für die Erreichung eines bestimmten Zieles zuständig ist, verfügt sie auch über die ausschließliche auswärtige Zuständigkeit für dieses Gebiet, sofern außenpolitisches Handeln zu diesem Zweck erforderlich ist.“

Beispielsweise war die EG ein vollwertiges Mitglied der EBWE und hatte ein Stimmrecht entsprechend ihren Einlagen. An den Organisationen WTO, FAO und Eurocontrol war sie ebenfalls beteiligt. Jedoch musste sie vor den Sitzungen mit den EU-Mitgliedstaaten, die auch in den Organisationen vertreten sind, ihr Abstimmungsverhalten mitteilen. Wenn sie ihr Mandat wahrnahm, vertrat sie diese Staaten und gab statt ihrer ihre Stimme ab.

## EG-Rechtsquellen
Primäres Gemeinschaftsrecht
- Gründungsverträge (insbesondere Vertrag zur Gründung der Europäischen Gemeinschaft)
- Beitrittsakte
- Allgemeine Rechtsgrundsätze, Gemeinschaftsgrundrechte

Sekundäres Gemeinschaftsrecht
- Verordnung
- Richtlinie
- Entscheidung
- Stellungnahme, Empfehlung